# Alfa Romeo RM
Alfa Romeo RM — дорожный автомобиль итальянской автомобильной компании Alfa Romeo, выпускавшийся в 1923—1925 годах.

## Технические особенности
Alfa Romeo RM производился в период 1923—1925 годов на базе модели RL. Машина была представлена впервые в 1923 году на Парижском автосалоне. Всего было произведено около 500 автомобилей. RM имел 2,0 литровый четырёхрядный двигатель, который выдавал от 40 л.с. (30 кВт) до 48 л.с. (36 кВт). Как и многие другие модели Alfa Romeo, автомобиль использовался для гоночным нужд. Было всего три вариации модели: Normal, Sport и Unificato. Версия «Sport» имела улучшенную степень сжатия по сравнению с другими версиями, а версия «Unificato» имела удлиненную колесную базу и немного увеличенный по объёму двигатель. Максимальная скорость RM была около 90 км/ч (56 миль/ч).
Вариации:
- RM Normal, 1944 см³ 40 л.с.(1923)
- RM Sport, 1944 см³ 44 л.с. (1924)
- RM Unificato, 1996 см³ 48 л.с. (1925)

## Полугусеничная версия RM
Очень редкая полугусеничная версия, построенная на базе RM, была выпущена в 1920-х годах. Полугусеничная версия использовала четырёхрядный двигатель RM, особенностью которого стал сухой картер. На данную модификацию устанавливалась лицензионная Подвеска Кенгресса от компании Citroën. Только один экземпляр дожил до наших дней.